# GHOST (星街すいせいの曲)
『GHOST』（ゴースト）は、日本のバーチャルYouTuber、バーチャルアイドル星街すいせいの楽曲。2021年4月14日に配信された。発売元は所属事務所ホロライブプロダクションを運営するcover corp.。

## 概要
自身2作目のデジタルシングルで、前作「NEXT COLOR PLANET」から約1年ぶりの配信となった。
2021年3月13日にYouTubeで配信されたライブ「SPACE for Virtual GHOST」にて初披露された。
YouTubeの公式チャンネル上にミュージックビデオが公開されており、2023年3月現在2000万回以上再生されている。

## チャート成績
2021年4月26日付のオリコンチャートでデジタルシングル（単曲）初登場11位、2021年4月21日付けのBillboard JAPANでDownload Songs初登場5位をそれぞれ獲得した。そのほか、オリコンチャート デジタルシングル（単曲）デイリーランキングでは初登場1位、2日目4位を獲得。
Moraアニソンランキングでは初登場6位を獲得した。Apple Music 日本 Top 100 Alternative Songsにて2021年4月25日付で38位にランクイン。iTunes 台湾 Top 100 Alternative Songsにて2021年7月4日付で1位にランクインした。

## 楽曲
| #  | タイトル  | 作詞         | 作曲・編曲 | 時間 |
| -- | --------- | ------------ | ---------- | ---- |
| 1. | 「GHOST」 | 星街すいせい | 佐藤厚仁   | 4:43 |

## タイアップ
GHOST
スマホゲーム「Tokyo 7th シスターズ」プレイ楽曲